# Västra Centralbanan
Västra Centralbanan var en järnväg mellan Landeryd i Hallands län via sydvästra Jönköpings län och fram till Falköping i Västra Götalands län.

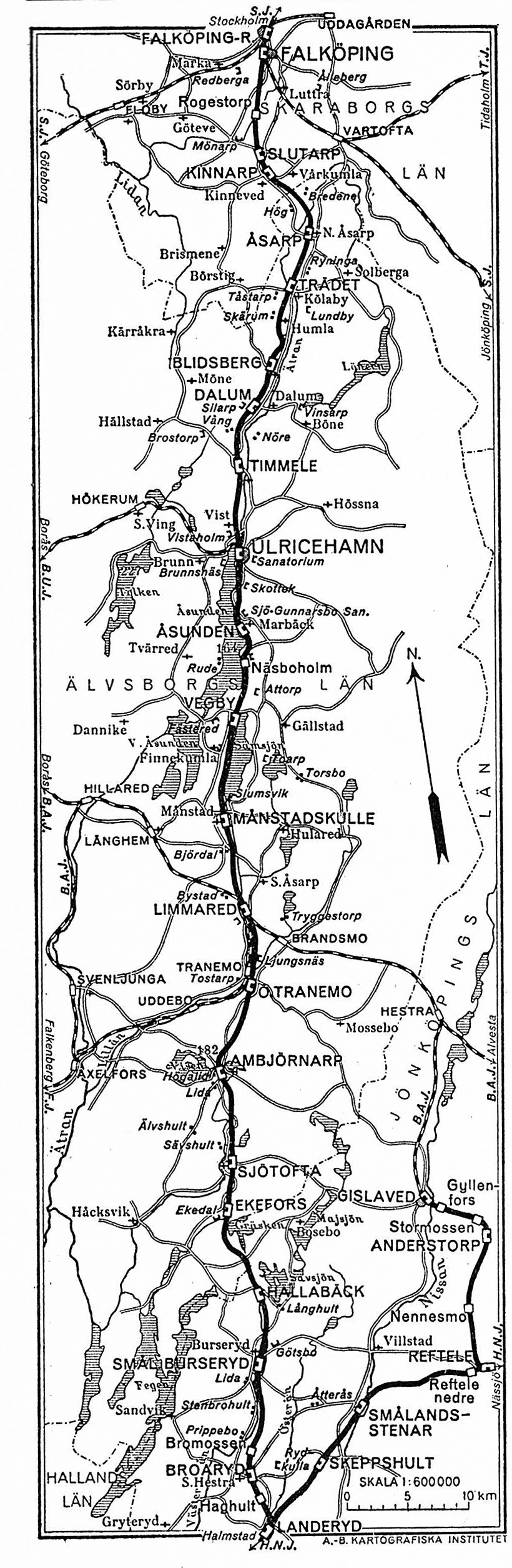
Västra Centralbanan. Karta 1926.

## Uppbyggnad
Järnvägen nybyggdes på sträckorna Landeryd−Ulricehamn och Åsarp−Falköping. Mellan Ulricehamn och Åsarp fanns Ulricehamns Järnväg sedan tidigare, som köptes in och breddades, eftersom spårvidden där var 891 mm och Västra Centralbanan byggdes med normalspår, 1435 mm. Hela sträckan Landeryd−Falköping öppnades för trafik 1906. Västra Centralbanan kom senare att ingå i Halmstad–Nässjö Järnvägar och förstatligades tillsammans med den 1945.

## Nedläggning
Persontrafiken på sträckorna Landeryd–Sjötofta och Ulricehamn–Falköping lades ner 1985. Persontrafiken på bandelen Sjötofta–Ulricehamn lades ned 1988. Den sista godstrafiken på Västra Centralbanan upphörde 1991, med undantag för bandelen Landeryd–Smålands Burseryd, där trafiken upphörde 2014, och den enskilda godstrafiken mellan Ekefors och Smålands Burseryd (se nedan). 
1991 revs banan upp mellan Falköping och Limmared samt 2004 mellan Limmared och Ambjörnarp.
Ekefors Skrothandel övertog 1996 bandelen Ekefors–Smålands Burseryd (14 km) för godstrafik i egen regi fram till 2004.
Bandelen mellan Landeryd och Smålands Burseryd trafikerades av godståg (spärrfärder) fram till april 2014, underhållet upphörde officiellt den 10 december 2017 och den lades ner 2022.

## Cykelbana, dressin  och museiförening
Hela den upprivna sträckan, Falköping−Ambjörnarp (9 mil), är asfalterad och omgjord till cykelbana. Mellan Ambjörnarp och Sjötofta (7 kilometer) går det att cykla dressin. År 2003 bildades Museiföreningen Västra Centralbanans Järnväg (mfVCJ), med syfte att bevara och uppmärksamma banans historia. Föreningen har flera gånger arrangerat utställningar om banans historia, exempelvis i godsmagasinet i Ambjörnarp, på biblioteket i Tranemo och på Ulricehamns museum.

## Dokumentärfilm
Västra Centralbanan och Borås–Ulricehamns Järnväg är också föremål för dokumentärfilmen Tåg ut – klart slut från 1985 av Kjell Walter. Skildringen innefattar banornas tillkomsthistoria, ägarförhållanden och ekonomi. Slutligen gör vi en resa på de båda sträckorna det sista trafikåret 1985. Filmens berättarröst görs av Dag Stålsjö. FIlmen finns numera tillgänglig på Youtube och Vimeo.

## Galleri

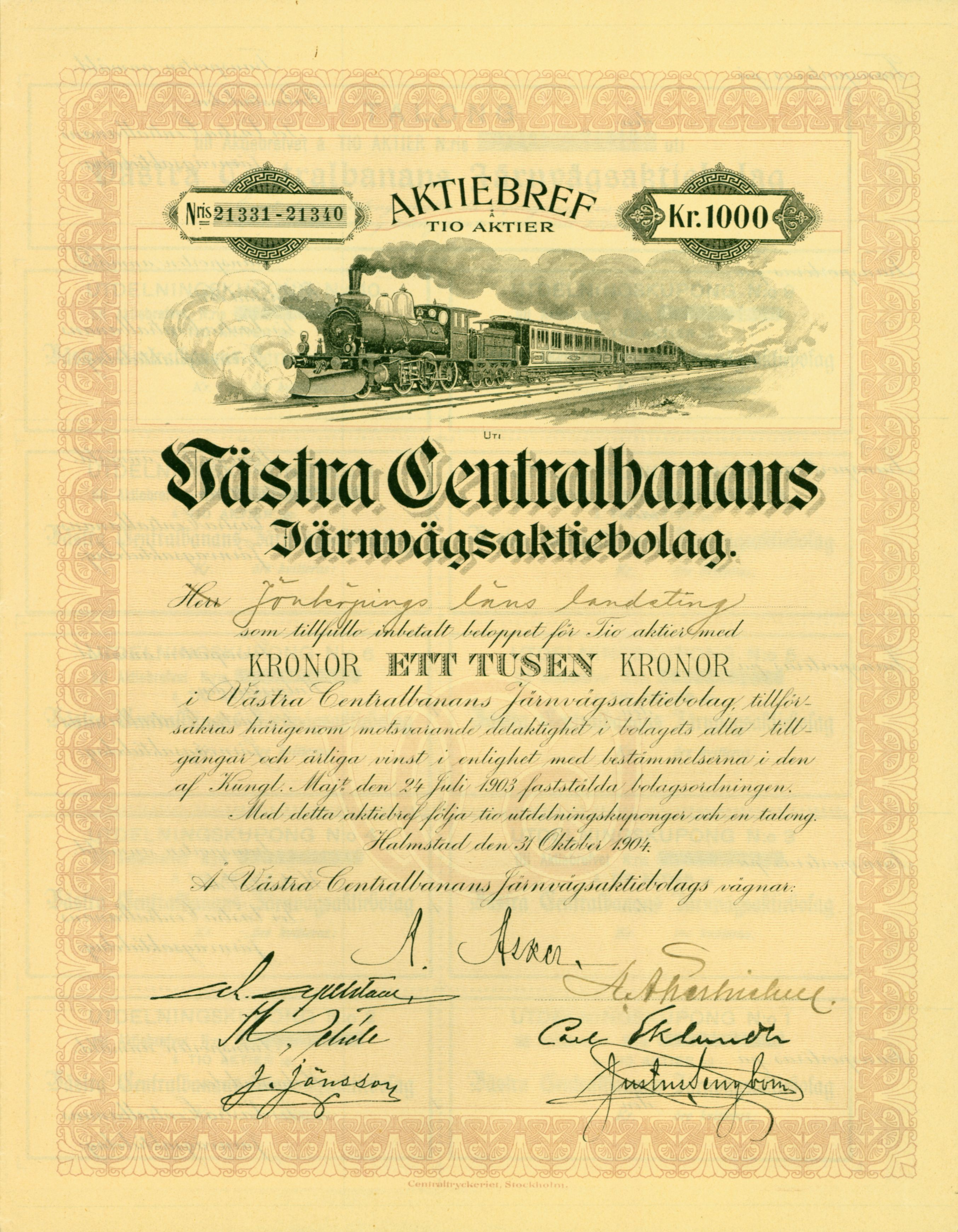
Aktiebrev för Västra Centralbanans Järnvägsaktiebolag (VCJ)
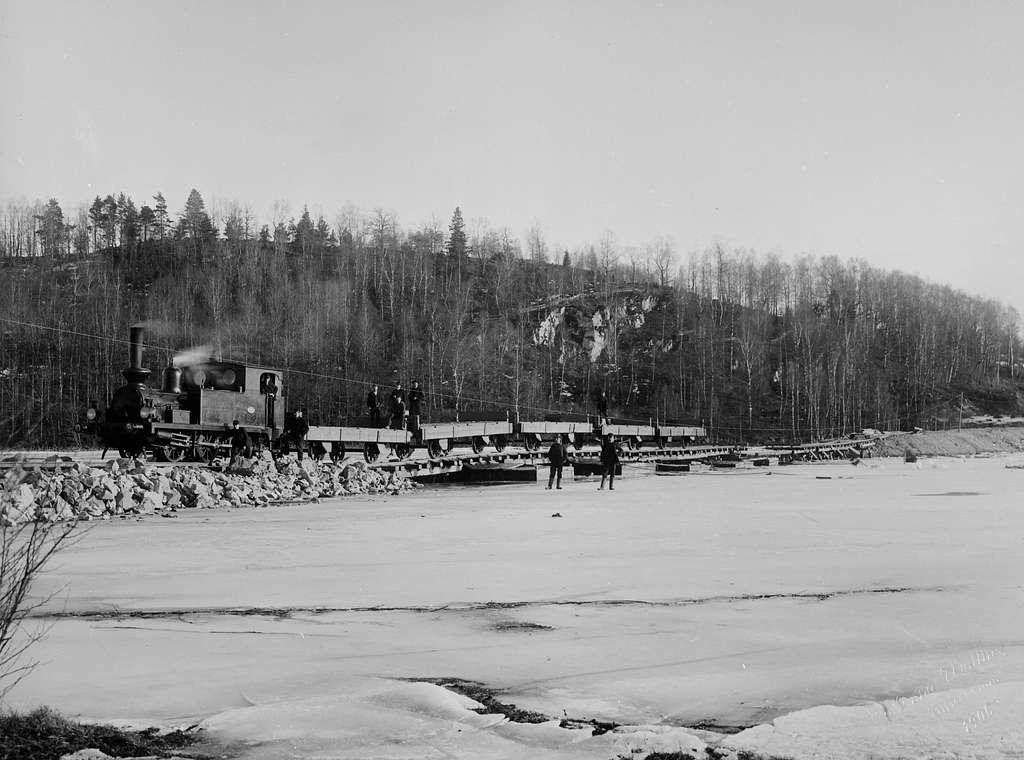
Bygge av Västra Centralbanan söder om Ulricehamn, 1905
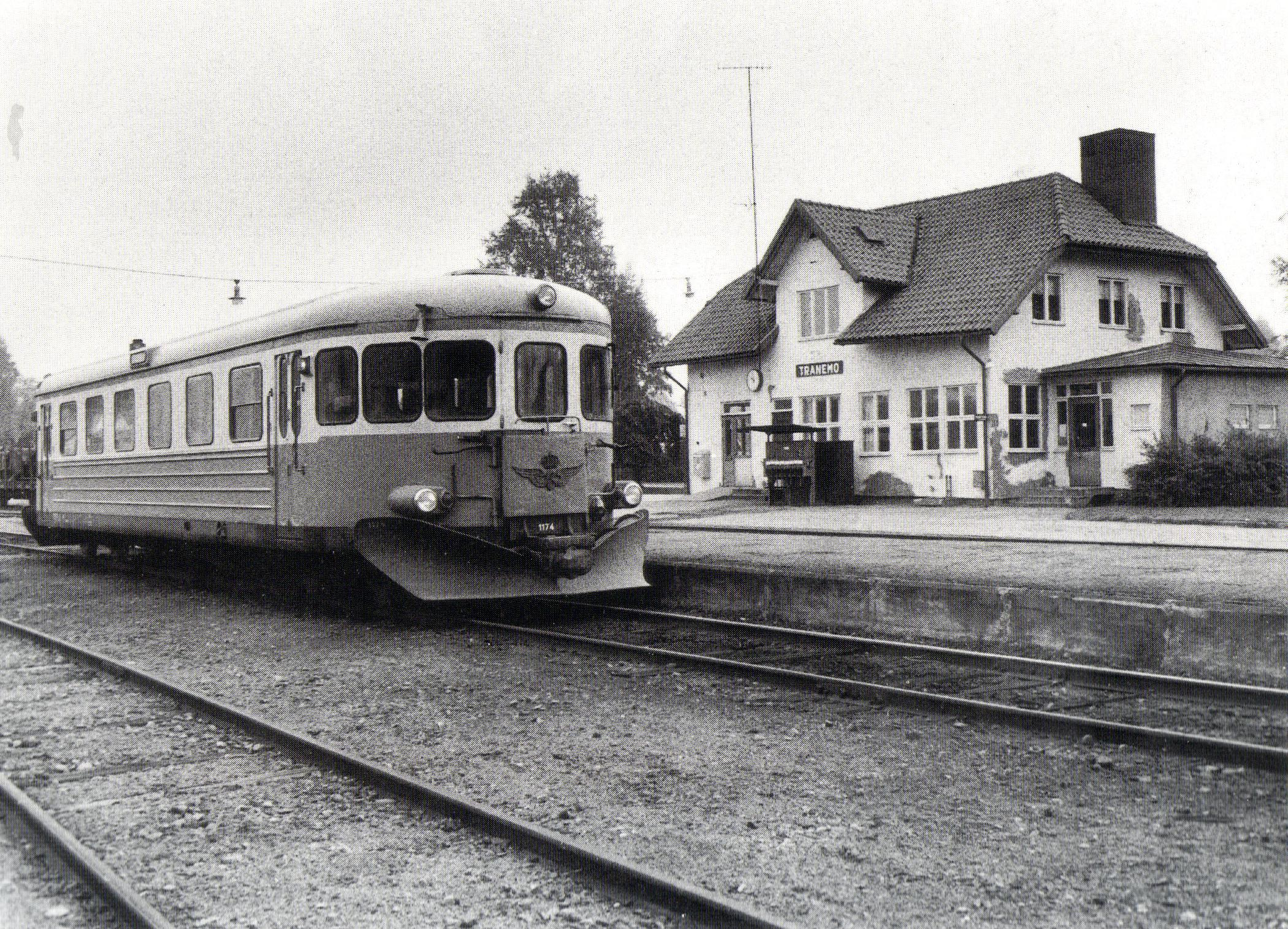
Rälsbuss på Tranemos station.
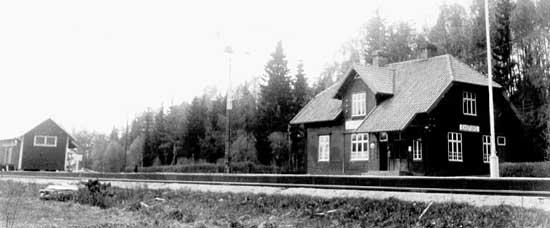
Ekefors station på 1930-talet.
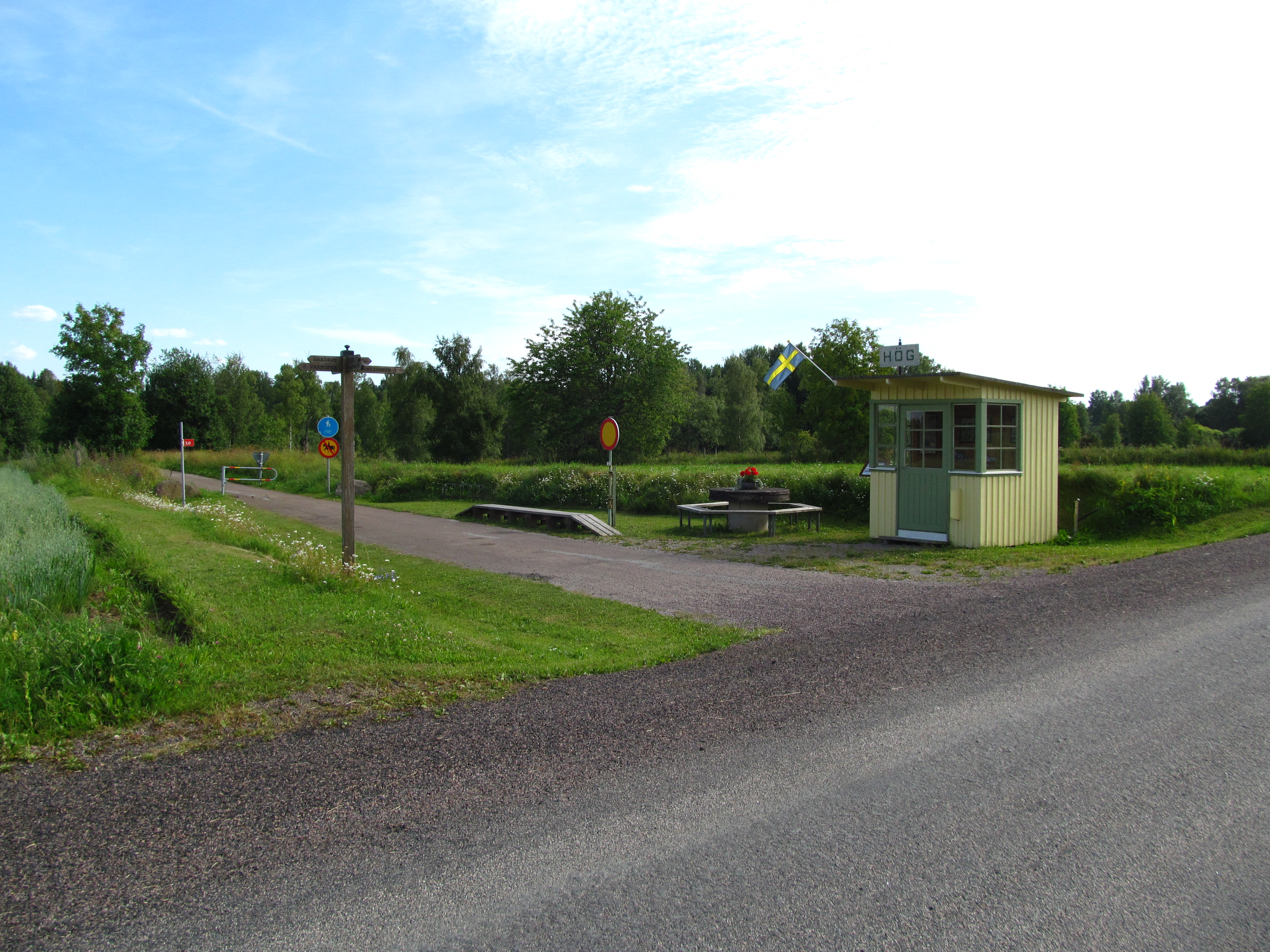
Hög hållplats.